# Piero Ciampi (album 1971)
Piero Ciampi è il secondo album discografico dell'omonimo cantautore italiano, pubblicato nel 1971.

## Descrizione
I brani Barbara non c'è e Tu no sono presenti in una nuova versione rispetto a quelle contenute nel 45 giri Tu no/Barbara non c'è del 1970. I testi delle canzoni sono di Piero Ciampi mentre le musiche dei brani sono state composte da Gianni Marchetti, che ha anche curato gli arrangiamenti dell'album e la direzione dell'orchestra. Altri autori accreditati, insieme a Ciampi e Marchetti, sono Pino Pavone (L'amore è tutto qui, Il Natale è il 24) e Roberto Ciampi, fratello di Piero (Il merlo, Barbara non c'è, Tu no).
La canzone Il merlo è dedicata al merlo che viveva sul terrazzo di Alberto Moravia ed è stata scritta nel periodo in cui l'autore era suo dirimpettaio a Roma. Nella canzone l'autore afferma di essere "contento di non aver dato / alcun seguito a quel peccato / di volerti un giorno mangiare", tuttavia nella realtà Moravia uccise l'uccello tirandogli il collo, a causa del fatto che, quando Ciampi rientrava a notte fonda, cominciava a fischiettare col merlo, disturbando così il sonno dello scrittore.
Il disegno utilizzato come copertina è opera di Aldo Turchiaro ed è stato realizzato esclusivamente per questo disco.
L'album è stato ristampato su CD nel 2004 da BMG Ricordi SpA; all'interno è presente un ringraziamento ad Enrico De Angelis per "avere gentilmente messo a disposizione l'originale dell'album".

## Tracce
1. Sporca estate (Gianni Marchetti e Piero Ciampi)
2. L'amore è tutto qui (Pino Pavone e Piero Ciampi)
3. Il merlo (Roberto Ciampi e Piero Ciampi)
4. Ma che buffa che sei (Piero Ciampi)
5. Barbara non c'è (Piero Ciampi)
6. Sobborghi (Gianni Marchetti e Piero Ciampi)
7. Cosa resta (Gianni Marchetti e Piero Ciampi)
8. Il giocatore (Gianni Marchetti e Piero Ciampi)
9. Livorno (Piero Ciampi)
10. Il Natale è il 24 (Pino Pavone e Piero Ciampi)
11. 40 soldati 40 sorelle (Gianni Marchetti e Piero Ciampi)
12. Quando ti ho vista (Piero Ciampi)
13. Il vino (Gianni Marchetti e Piero Ciampi)
14. Tu no (Piero Ciampi)